# Palazzo Del Rosso
Palazzo Del Rosso è un edificio civile del centro storico di Firenze, situato in via San Niccolò 54, angolo via dell'Olmo 2 e via dei Renai 1. Il palazzo appare nell'elenco redatto nel 1901 dalla Direzione Generale delle Antichità e Belle Arti, quale edificio monumentale da considerare patrimonio artistico nazionale, ed è tutelato da vincolo architettonico dal 1913.

## Storia
Il grande palazzo sorge dove, fin dal Quattrocento, erano le case di proprietà della famiglia Marzi (dal 1537 Marzi-Medici) che vennero successivamente acquisite dai marchesi Vitelli. Questi, presumibilmente dopo l'alluvione del 1557, edificarono sulle vecchie case il palazzo sull'angolo di via San Niccolò, lasciando a giardino la rimanente porzione di terreno fino al muro di confine sui Renai. Successivamente la fabbrica fu ampliata proprio su questo lato, determinando un fronte posteriore che potrebbe datarsi al Seicento. 
Attorno alla metà dell'Ottocento gli interni furono interessati da una ristrutturazione, si potrebbe ipotizzare contemporanea al cantiere che interessò l'attiguo palazzo Demidoff Amici. La chiusura dell'angolo tra via dell'Olmo e via dei Renai con il basso volume destinato a uso commerciale risale invece alla fine del XIX secolo, al tempo della proprietà dei Del Rosso. 
Dopo essere stato dei Pieri, nel 1933 il palazzo con le sue pertinenze passò ai Serristori. Per quanto riguarda gli interventi documentati nel Novecento si segnalano: nel 1902 il ripristino degli intonaci della facciata; nel 1908 la ritassellatura (con pietra artificiale) del pietrame deteriorato della facciata e il restauro della gronda; nel 1936 vari lavori di riadattamento degli spazi interni, nel 1990 il restauro delle facciate. 

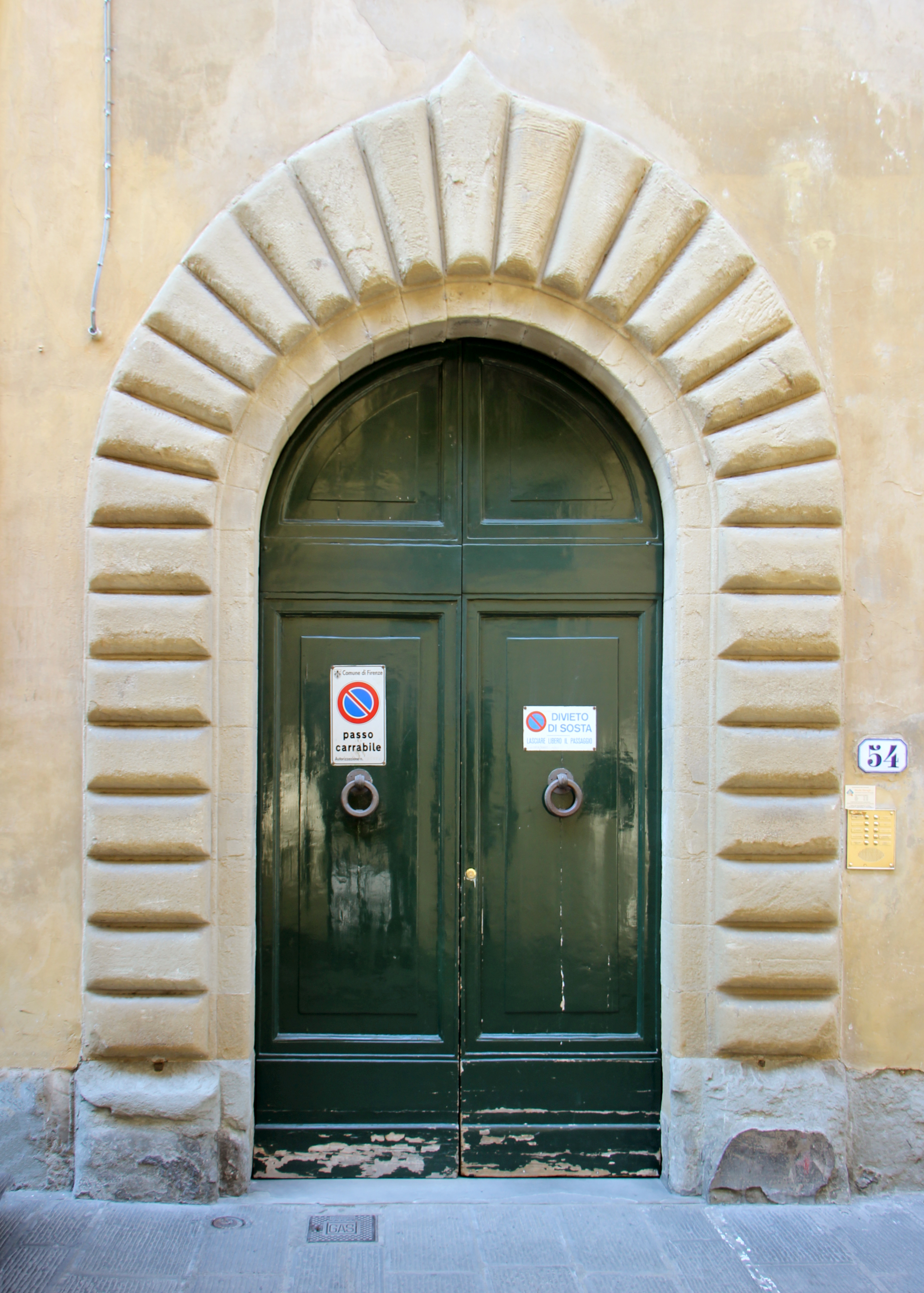
Il portale principale

A un intervento tra il 2015 e il 2017 risale invece la creazione di un loggiato neorinascimentale con colonne tuscaniche in pietra serena all'ultimo, sulla cantonata principale, al posto delle finestre centinate.

## Descrizione
Il fronte principale, nonostante i segni dei rimaneggiamenti subiti nel corso del tempo e una asimmetria dovuta all'inglobamento nella fabbrica delle strutture preesistenti, mostra un pretto carattere cinquecentesco e si presenta organizzato su sei assi per quattro piani, con il piano terreno contrassegnato da un portone incorniciato da bozze di pietra (in basso a destra è una buchetta per il vino), affiancato da quattro finestre doppie incorniciate da listre modanate sempre in pietra. Al piano nobile si allineano sei finestre centinate ad arco a tutto sesto, ugualmente arricchite lungo il profilo dal bugnato, con il quinto asse tamponato, presumibilmente in corrispondenza del vano scale. Le finestre del terzo piano sono di dimensioni più piccole, ad eccezione di quella nella parte sinistra, e sono probabilmente il risultato di interventi posteriori. 
Al quarto piano le finestre ripropongono il disegno del piano nobile, ma senza bugnato, con la recente apertura di una loggetta sulla cantonata. 
Su via dell'Olmo questo disegno si ripresenta senza significative varianti per quattro assi. Tra le due finestre a sinistra del fronte principale è una memoria (già trascritta da Francesco Bigazzi) che ricorda come qui abbia vissuto il poeta e patriota Francesco Dall'Ongaro dal 1863 al 1871, fatto questo rimarcato dalle guide della città fino ai primi decenni del Novecento anche in ragione del salotto letterario da questo tenuto, dove si incontrarono alcune delle maggiori personalità del tempo (qui, ad esempio, nel 1869, Giovanni Verga conobbe la diciottenne Giselda Fojanesi). 
| FRANCESCO DALL'ONGARO CITTADINO POETA ABITÒ IN QUESTA CASA DAL MAGGIO 1863 AL DICEMBRE DEL 1871 |

Sul fianco, invece, è una lastrina di marmo che indica il livello raggiunto dalla piena dell'Arno del 4 novembre 1966. 
Sulla cantonata, profilata da bozze in pietra fino al terzo piano, è un bello quanto eroso scudo con un'arme che, per la chiara presenza di uno scaglione, non sembra riconducibile a nessuna delle famiglie che la letteratura indica come proprietarie. Limburger segnalava tuttavia nel cortile uno stemma con le armi dei Marzi Medici. Sempre negli interni la letteratura documenta una scala voltata con gradini e cordoli in pietra serena, del Cinquecento.

## Note

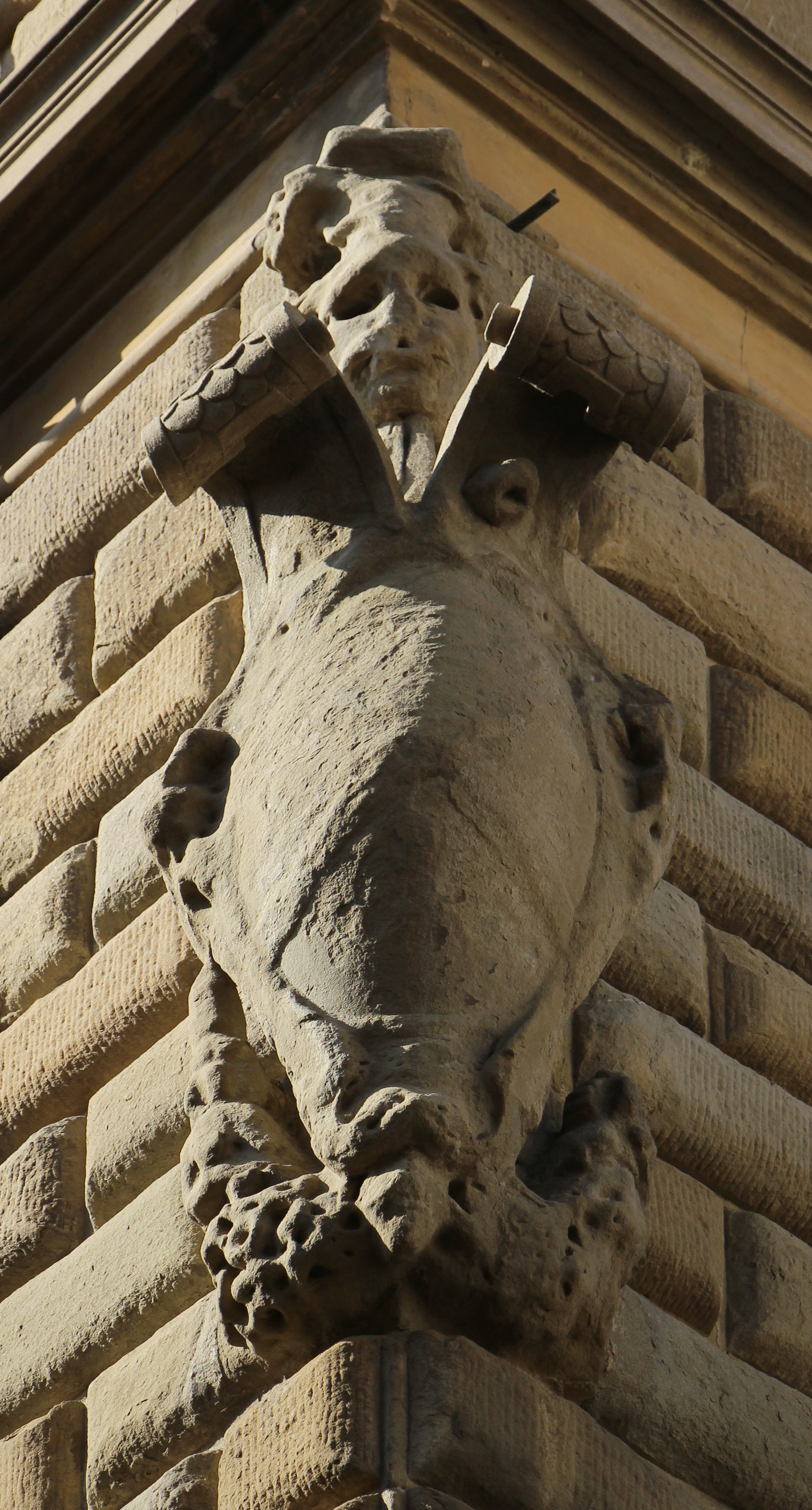
Lo stemma sulla cantonata